# Otto Englander
Pour les articles homonymes, voir Englander.
Otto Englander est un scénariste américain né le 17 février 1906 à Tuzla en Bosnie-Herzégovine et décédé le 13 octobre 1969 à Los Angeles aux États-Unis.

## Filmographie
- 1934 : The Brave Tin Soldier (en)
- 1934 : Aladdin and the Wonderful Lamp
- 1934 : Don Quixote
- 1935 : Old Mother Hubbard
- 1935 : Summertime
- 1935 : The Three Bears
- 1936 : Ali Baba
- 1936 : Dick Whittington's Cat
- 1936 : Little Boy Blue
- 1937 : Blanche-Neige et les Sept Nains
- 1940 : Pinocchio
- 1940 : Fantasia
- 1941 : Dumbo
- 1950 : The Boy from Indiana
- 1953 : The Diamond Queen